# World Padel Tour 2022
 (novembre 2023).
La mise en forme du texte ne suit pas les recommandations de Wikipédia : il faut le « wikifier ».
Les points d'amélioration suivants sont les cas les plus fréquents :
- Les titres sont pré-formatés par le logiciel. Ils ne sont ni en capitales, ni en gras.
- Le texte ne doit pas être écrit en capitales (les noms de famille non plus), ni en gras, ni en italique, ni en « petit »…
- Le gras n'est utilisé que pour surligner le titre de l'article dans l'introduction, une seule fois.
- L'italique est rarement utilisé : mots en langue étrangère, titres d'œuvres, noms de bateaux, etc.
- Les citations ne sont pas en italique mais en corps de texte normal. Elles sont entourées par des guillemets français : « et ».
- Les listes à puces sont à éviter, des paragraphes rédigés étant largement préférés. Les tableaux sont à réserver à la présentation de données structurées (résultats, etc.).
- Les appels de note de bas de page (petits chiffres en exposant, introduits par l'outil «  Source ») sont à placer entre la fin de phrase et le point final[comme ça].
- Les liens internes (vers d'autres articles de Wikipédia) sont à choisir avec parcimonie. Créez des liens vers des articles approfondissant le sujet. Les termes génériques sans rapport avec le sujet sont à éviter, ainsi que les répétitions de liens vers un même terme.
- Les liens externes sont à placer uniquement dans une section « Liens externes », à la fin de l'article. Ces liens sont à choisir avec parcimonie suivant les règles définies. Si un lien sert de source à l'article, son insertion dans le texte est à faire par les notes de bas de page.
- La présentation des références doit suivre les conventions bibliographiques. Il est recommandé d'utiliser les modèles {{Ouvrage}}, {{Chapitre}}, {{Article}}, {{Lien web}} et/ou {{Bibliographie}}. Le mode d'édition visuel peut mettre en forme automatiquement les références.
- Insérer une infobox (cadre d'informations à droite) n'est pas obligatoire pour parachever la mise en page.

Pour une aide détaillée, merci de consulter Aide:Wikification.
Si vous pensez que ces points ont été résolus, vous pouvez retirer ce bandeau et améliorer la mise en forme d'un autre article.
Navigation
World Padel Tour 2021 World Padel Tour 2023
Le World Padel Tour 2022 est la dixième du circuit professionnel de padel World Padel Tour. Cette édition s'est déroulée tout au long de l'année 2022, regroupant 28 tournois de catégories masculines et féminines.

## Calendrier
Les tournois se partagent en trois catégories, répartissant de manière différente les points :
- Master

- Open

- Challenger
À la fin de l'année se déroule le Master Final, réunissant les 16 meilleurs joueurs et joueuses de l’année au classement Race du WPT.
Le calendrier de la saison 2022 a été dévoilé le 21 janvier et a révélé une expansion internationale toujours plus forte, avec un total de 12 pays différents (même 13 en incluant l'amical d'exhibition en Finlande). 
Le 2 février, les tournois Challenger ont été annoncés à leur tour, ainsi que les premiers Challenger Finals de l'histoire, à Valence.
Quelques jours plus tard, des changements ont été annoncés. En raison des restrictions sanitaires en Suède, l'Open de Stockholm a été reporté à septembre, remplaçant le Toledo Challenger prévu à ces dates. De plus, les Challenger Finals initialement prévus à Valence auront finalement lieu à Minorque (après avoir été envisagés à Cordoue), Valence devenant un tournoi Challenger « classique ».
En pleine saison, deux tournois sont annulés, réduisant le nombre total de pays à 11, tournois d'exhibition inclus :

- le Sardegna Open (Italie), pour conflit contractuels.
 
- le Middle East Master (Arabie Saoudite), reporté à 2023 à Abu Dhabi (Émirats arabes unis).
À noter que c'est la première fois qu'un tournoi Open est joué en France (un Challenger a eu lieu à Marseille en 2017).
Le calendrier de l'année 2022 est le suivant :
| Tournoi                   | Ville        | Pays       | Dates                       | Ref    |
| ------------------------- | ------------ | ---------- | --------------------------- | ------ |
| Miami Open                | Miami        | États-Unis | 21 février - 27 février     | [ 6 ]  |
| Reus Open                 | Reus         | Espagne    | 7 mars - 13 mars            | [ 7 ]  |
| Vigo Open                 | Vigo         | Espagne    | 21 mars - 27 mars           | [ 8 ]  |
| Getafe Challenger         | Getafe       | Espagne    | 28 mars - 3 avril           | [ 9 ]  |
| Alicante Open             | Alicante     | Espagne    | 4 avril - 10 avril          | [ 10 ] |
| Albacete Challenger       | Albacete     | Espagne    | 25 avril - 1er mai          | [ 11 ] |
| Brussels Open             | Bruxelles    | Belgique   | 2 mai - 8 mai               | [ 12 ] |
| Danish Open               | Copenhague   | Danemark   | 16 mai - 22 mai             | [ 13 ] |
| Majorque Challenger       | Majorque     | Espagne    | 23 mai - 29 mai             | [ 14 ] |
| Marbella Master           | Marbella     | Espagne    | 30 mai - 5 juin             | [ 15 ] |
| Vienna Open               | Vienne       | Autriche   | 6 juin - 12 juin            | [ 16 ] |
| French Open               | Toulouse     | France     | 13 juin - 19 juin           | [ 17 ] |
| Valladolid Master         | Valladolid   | Espagne    | 20 juin - 26 juin           | [ 18 ] |
| València Open             | Valence      | Espagne    | 4 juillet - 10 juillet      | [ 19 ] |
| Málaga Open               | Málaga       | Espagne    | 18 juillet - 24 juillet     | [ 20 ] |
| Calanda Challenger        | Calanda      | Espagne    | 22 août - 28 août           | [ 21 ] |
| Portugal Open             | Cascais      | Portugal   | 5 septembre - 11 septembre  | [ 22 ] |
| Swedish Open              | Stockholm    | Suède      | 12 septembre - 18 septembre | [ 23 ] |
| Madrid Master             | Madrid       | Espagne    | 19 septembre - 25 septembre | [ 24 ] |
| Amsterdam Open            | Amsterdam    | Pays-Bas   | 26 septembre - 2 octobre    | [ 25 ] |
| Santander Open            | Santander    | Espagne    | 3 octobre - 9 octobre       | [ 26 ] |
| Minorque Open             | Mahón        | Espagne    | 17 octobre - 23 octobre     | [ 27 ] |
| Torrente Challenger       | Terriente    | Espagne    | 31 octobre - 6 novembre     | [ 28 ] |
| Malmö Open                | Malmö        | Suède      | 7 novembre - 13 novembre    | [ 29 ] |
| Buenos Aires Master       | Buenos Aires | Argentine  | 14 novembre - 20 novembre   | [ 30 ] |
| Mexico Open               | Mexico       | Mexique    | 21 novembre - 27 novembre   | [ 31 ] |
| Minorque Challenger Final | Minorque     | Espagne    | 1er décembre - 4 décembre   | [ 32 ] |
| Barcelone Master Final    | Barcelone    | Espagne    | 15 décembre - 18 décembre   | [ 33 ] |

### Tournois d'exhibition
| Tournoi             | Ville    | Pays     | Dates                   | Ref    |
| ------------------- | -------- | -------- | ----------------------- | ------ |
| Acapulco Exhibition | Acapulco | Mexique  | 18 février - 20 février | [ 34 ] |
| Tampere Exhibition  | Tampere  | Finlande | 30 juin - 3 juillet     | [ 35 ] |

## Résultats

### Compétition masculine
| Master           |
| Open             |
| Challenger       |
| Challenger Final |
| Master Final     |

| Tournoi                   | Vainqueurs                         | Finalistes                             | Résultat        | Refs.  |
| ------------------------- | ---------------------------------- | -------------------------------------- | --------------- | ------ |
| Miami Open                | Fernando Belasteguín Arturo Coello | Javi Garrido Lucas Campagnolo          | 6-3 / 7-6       | [ 36 ] |
| Reus Open                 | Agustín Tapia Sanyo Gutiérrez      | Alejandro Galán Juan Lebrón            | 6-2 / 6-2       | [ 37 ] |
| Vigo Open                 | Paquito Navarro Martín Di Nenno    | Alejandro Galán Juan Lebrón            | 2-6 / 6-3 / 6-4 | [ 38 ] |
| Getafe Challenger         | Miguel Lamperti Jon Sanz           | Martín Sánchez Piñeiro Javier Martínez | 6-7 / 7-5 / 6-3 | [ 39 ] |
| Alicante Open             | Alejandro Galán Juan Lebrón        | Paquito Navarro Martín Di Nenno        | 6-2 / 6-3       | [ 40 ] |
| Albacete Challenger       | Javi Garrido Lucas Campagnolo      | Coki Nieto Miguel Yanguas              | 6-4 / 7-6       | [ 41 ] |
| Bruxelles Open            | Alejandro Galán Juan Lebrón        | Franco Stupaczuk Pablo Lima            | 6-3 / 6-3       | [ 42 ] |
| Danemark Open             | Agustín Tapia Sanyo Gutiérrez      | Maxi Sánchez Luciano Capra             | 5-7 / 7-5 / 6-0 | [ 43 ] |
| Majorque Challenger       | Miguel Lamperti Eduardo Alonso     | Javi Garrido Antón Sans                | 6-4 / 7-5       | [ 44 ] |
| Marbella Master           | Alejandro Galán Juan Lebrón        | Momo González Álex Ruiz                | 6-2 / 6-4       | [ 45 ] |
| Vienne Open               | Agustín Tapia Sanyo Gutiérrez      | Alejandro Galán Juan Lebrón            | 6-1 / 0-6 / 7-6 | [ 46 ] |
| Toulouse Open             | Franco Stupaczuk Pablo Lima        | Alejandro Galán Juan Lebrón            | 7-6 / 6-4       | [ 47 ] |
| Valladolid Master         | Alejandro Galán Juan Lebrón        | Fernando Belasteguín Arturo Coello     | 6-4 / 7-6       | [ 48 ] |
| Valence Open              | Agustín Tapia Sanyo Gutiérrez      | Alejandro Galán Juan Lebrón            | 2-6 / 7-5 / 6-4 | [ 49 ] |
| Malaga Open               | Agustín Tapia Sanyo Gutiérrez      | Franco Stupaczuk Pablo Lima            | 7-6 / 6-4       | [ 50 ] |
| Calanda Challenger        | Coki Nieto Miguel Yanguas          | Miguel Lamperti Jon Sanz               | 6-4 / 6-4       | [ 51 ] |
| Cascais Open              | Alejandro Galán Juan Lebrón        | Agustín Tapia Sanyo Gutiérrez          | 6-2 / 6-7 / 6-1 | [ 52 ] |
| Swedish Open              | Alejandro Galán Juan Lebrón        | Paquito Navarro Martín Di Nenno        | 6-7 / 6-2 / 6-1 | [ 53 ] |
| Madrid Master             | Fernando Belasteguín Arturo Coello | Momo González Álex Ruiz                | 6-4 / 6-2       | [ 54 ] |
| Amsterdam Open            | Fernando Belasteguín Arturo Coello | Franco Stupaczuk Pablo Lima            | 6-2 / 7-5       | [ 55 ] |
| Santander Open            | Paquito Navarro Martín Di Nenno    | Fernando Belasteguín Arturo Coello     | 6-2 / 6-0       | ,      |
| Minorque Open             | Alejandro Galán Juan Lebrón        | Ramiro Moyano Francisco Gil            | 6-4 / 4-6 / 6-2 | [ 58 ] |
| Terriente Challenger      | Coki Nieto Jon Sanz                | Luciano Capra Miguel Lamperti          | 6-1 / 6-0       | [ 59 ] |
| Malmö Open                | Alejandro Galán Juan Lebrón        | Agustín Tapia Sanyo Gutiérrez          | 4-6 / 6-1 / 6-2 | [ 60 ] |
| Buenos Aires Master       | Alejandro Galán Juan Lebrón        | Fernando Belasteguín Arturo Coello     | 7-6 / 6-2       | [ 61 ] |
| Mexico Open               | Juan Tello Paquito Navarro         | Franco Stupaczuk Pablo Lima            | 7-6 / 1-6 / 7-5 | [ 62 ] |
| Minorque Challenger Final | Rafa Méndez Javi Martínez          | Pincho Fernández José G. Diestro       | 6-4 / 6-4       | [ 63 ] |
| Barcelone Master Final    | Alejandro Galán Juan Lebrón        | Federico Chingotto Martín Di Nenno     | 6-4 / 6-7 / 6-2 | [ 64 ] |

### Compétition féminine
| Master           |
| Open             |
| Challenger       |
| Challenger Final |
| Master Final     |

| Tournoi                   | Vainqueurs                                | Finalistes                                | Résultat               | Refs.  |
| ------------------------- | ----------------------------------------- | ----------------------------------------- | ---------------------- | ------ |
| Miami Open                | Gemma Triay Alejandra Salazar             | Ariana Sánchez Paula Josemaría            | 6-2 / 6-2              | [ 65 ] |
| Reus Open                 | Gemma Triay Alejandra Salazar             | Ariana Sánchez Paula Josemaría            | 6-3 / 6-7 / 6-1        | [ 66 ] |
| Vigo Open                 | Ariana Sánchez Paula Josemaría            | Gemma Triay Alejandra Salazar             | 7-5 / 6-3              | [ 67 ] |
| Getafe Challenger         | Marta Ortega Bea González                 | Carla Mesa Claudia Jensen                 | 6-4 / 6-1              | [ 68 ] |
| Alicante Open             | Gemma Triay Alejandra Salazar             | Ariana Sánchez Paula Josemaría            | 6-2 / 3-6 / 6-4        | [ 69 ] |
| Albacete Challenger       | Marta Ortega Bea González                 | Mapi Sánchez Alayeto Majo Sánchez Alayeto | 3-6 / 6-3 / 6-1        | [ 70 ] |
| Bruxelles Open            | Gemma Triay Alejandra Salazar             | María Virginia Riera Patricia Llaguno     | 4-6 / 6-3 / 6-0        | [ 71 ] |
| Danemark Open             | Marta Ortega Bea González                 | Mapi Sánchez Alayeto Sofia Araújo         | 6-2 / 6-1              | [ 72 ] |
| Majorque Challenger       | Marta Marrero Lucía Sainz                 | Jessica Castelló Alix Collombon           | 4-6 / 6-1 / 6-1        | [ 73 ] |
| Marbella Master           | Ariana Sánchez Paula Josemaría            | Verónica Virseda Bárbara Las Heras        | 4-6 / 6-3 / 6-3        | [ 74 ] |
| Vienne Open               | Ariana Sánchez Paula Josemaría            | Gemma Triay Alejandra Salazar             | 4-6 / 6-4 / 6-3        | [ 75 ] |
| Toulouse Open             | Gemma Triay Alejandra Salazar             | Ariana Sánchez Paula Josemaría            | 7-6 / 6-4              | [ 76 ] |
| Valladolid Master         | Gemma Triay Alejandra Salazar             | Ariana Sánchez Paula Josemaría            | 6-3 / 3-6 / 6-0        | [ 77 ] |
| Valence Open              | Gemma Triay Alejandra Salazar             | Delfina Brea Tamara Icardo                | 6-4 / 4-6 / 7-6        | [ 78 ] |
| Malaga Open               | Ariana Sánchez Paula Josemaría            | Gemma Triay Alejandra Salazar             | 6-3 / 6-3              | [ 79 ] |
| Calanda Challenger        | Verónica Virseda Bárbara las Heras        | Mapi Sánchez Alayeto Majo Sánchez Alayeto | 6-3 / 6-0              | [ 80 ] |
| Cascais Open              | Ariana Sánchez Paula Josemaría            | Marta Ortega Bea González*                | 7-5 / 1-0, (*blessure) | [ 81 ] |
| Swedish Open              | Ariana Sánchez Paula Josemaría            | Gemma Triay Alejandra Salazar             | 6-1 / 6-1              | [ 82 ] |
| Madrid Master             | Ariana Sánchez Paula Josemaría            | Aranzazu Osoro Victoria Iglesias          | 4-6 / 6-2 / 6-1        | [ 83 ] |
| Amsterdam Open            | Marta Ortega Bea González                 | Ariana Sánchez Paula Josemaría            | 6-4 / 2-6 / 6-1        | [ 84 ] |
| Santander Open            | Gemma Triay Alejandra Salazar             | Ariana Sánchez Paula Josemaría            | 6-2 / 6-1              | [ 85 ] |
| Minorque Open             | Gemma Triay Alejandra Salazar             | Ariana Sánchez Paula Josemaría            | 6-1 / 7-5              | [ 86 ] |
| Terriente Challenger      | Mapi Sánchez Alayeto Majo Sánchez Alayeto | Marta Marrero Claudia Fernández           | 6-0 / 6-7 / 6-1        | [ 87 ] |
| Malmö Open                | Gemma Triay Alejandra Salazar             | Ariana Sánchez Paula Josemaría            | 6-4 / 7-5              | [ 88 ] |
| Mexico Open               | Gemma Triay Alejandra Salazar             | Ariana Sánchez Paula Josemaría            | 6-3 / 7-6              | [ 89 ] |
| Minorque Challenger Final | Verónica Virseda Bárbara las Heras        | Carla Mesa Lucía Sainz                    | 6-3 / 6-2              | [ 90 ] |
| Barcelone Master Final    | Gemma Triay Alejandra Salazar             | Ariana Sánchez Paula Josemaría            | 3-6 / 6-4 / 6-4        | [ 91 ] |

## Classement final
Ci-dessous les classements du circuit World Padel Tour à la fin de la saison 2022, après le dernier tournoi.

### Classement individuel masculin
| N.º | Nom                  | Points |
| --- | -------------------- | ------ |
| 1   | Alejandro Galán      | 16.720 |
| 1   | Juan Lebrón          | 16.720 |
| 3   | Agustín Tapia        | 10.610 |
| 3   | Sanyo Gutiérrez      | 10.610 |
| 5   | Arturo Coello        | 9.875  |
| 5   | Fernando Belasteguín | 9.875  |
| 7   | Paquito Navarro      | 8.420  |
| 8   | Martín Di Nenno      | 8.145  |
| 9   | Franco Stupaczuk     | 7.380  |
| 10  | Juan Tello           | 7.130  |
| 11  | Pablo Lima           | 7.040  |
| 12  | Federico Chingotto   | 6.465  |
| 13  | Alejandro Ruíz       | 5.950  |
| 14  | Momo González        | 5.210  |
| 15  | Luciano Capra        | 4.536  |
| 16  | Maxi Sánchez         | 4.493  |

### Classement individuel féminin
| N.º | Nom                  | Points |
| --- | -------------------- | ------ |
| 1   | Alejandra Salazar    | 16.530 |
| 1   | Gemma Triay          | 16.530 |
| 3   | Ariana Sánchez       | 16.195 |
| 3   | Paula Josemaría      | 16.195 |
| 5   | Beatriz González     | 8.463  |
| 5   | Marta Ortega         | 8.463  |
| 7   | Virginia Riera       | 5.625  |
| 8   | Patricia Llaguno     | 5.410  |
| 9   | Marta Marrero        | 5.212  |
| 10  | Lucía Sainz          | 5.079  |
| 11  | Victoria Iglesias    | 5.038  |
| 12  | Aranzazu Osoro       | 4.996  |
| 13  | Bárbara Las Heras    | 4.885  |
| 13  | Verónica Virseda     | 4.885  |
| 15  | Mapi Sánchez Alayeto | 4.870  |
| 16  | Majo Sánchez Alayeto | 4.275  |